# Jouy-en-Josas
Jouy-en-Josas ist eine französische Gemeinde mit 7985 Einwohnern (Stand 1. Januar 2022) im Département Yvelines in der Region Île-de-France. Sie liegt vier Kilometer südlich von Versailles und 15 Kilometer südwestlich von Paris im Tal der Bièvre. Die Einwohner werden Jovaciens genannt.

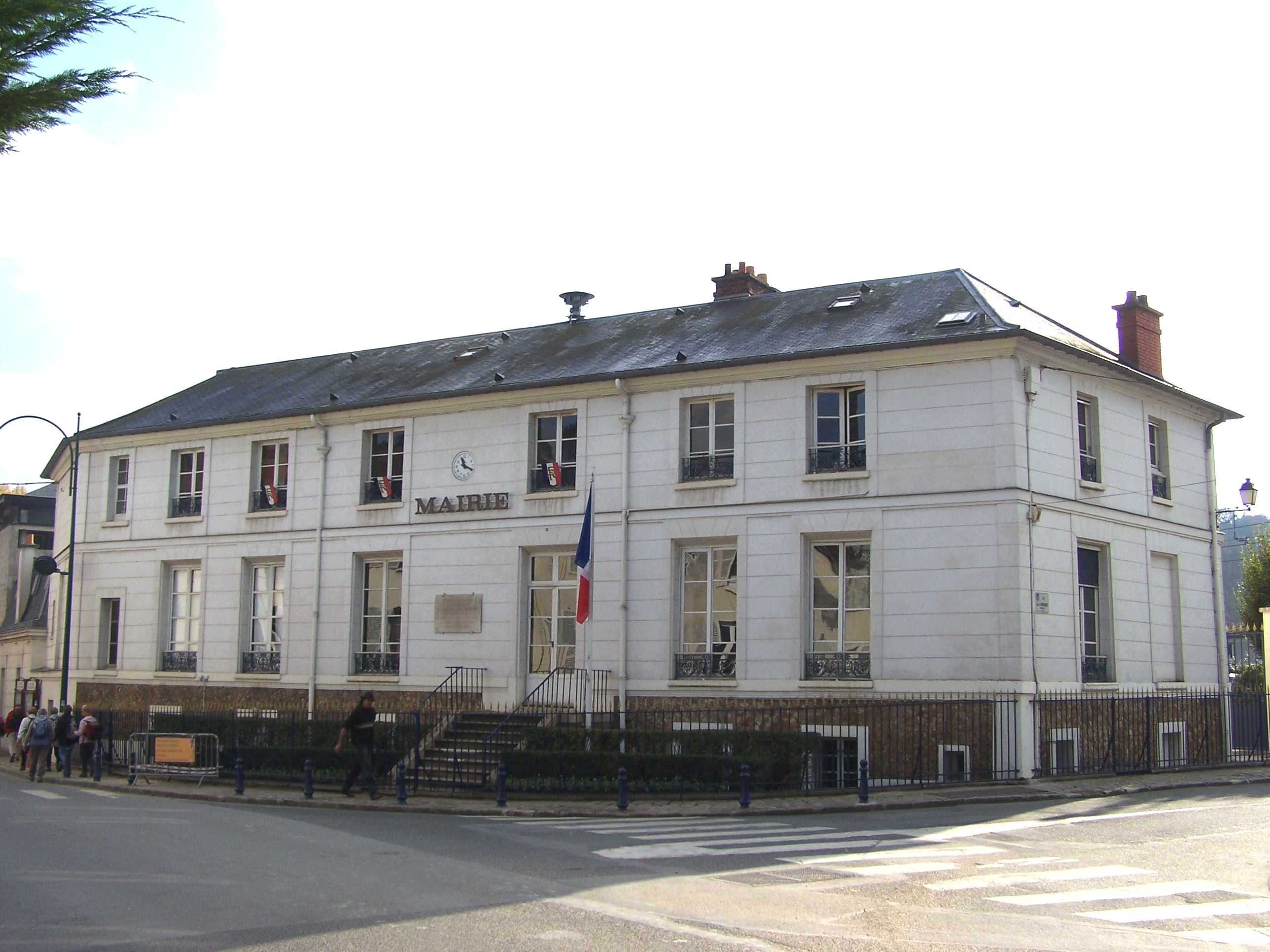
Rathaus von Jouy-en-Josas

## Geographie
Jouy-en-Josas befindet sich in der “Vallée de la Bièvre” am nordöstlichen Rand des Départements Yvelines. Nachbargemeinden von Jouy-en-Josas sind Vélizy-Villacoublay und Versailles im Norden, Bièvres im Osten, Saclay und Toussus-le-Noble im Süden und Les Loges-en-Josas und Buc im Westen.

## Geschichte
Am 1. Mai 1756 wurde in Jouy-en-Josas der erste Vertrag von Versailles auf dem Schloss des französischen Außenministers Antoine Louis Rouillé (1689–1761) unterzeichnet. Das Gebäude wurde zu Beginn des 19. Jahrhunderts abgerissen und durch einen Schlossneubau ersetzt.
Christophe-Philippe Oberkampf, der 1790 zum Bürgermeister gewählt wurde, betrieb in Jouy-en-Josas bis 1844 seine berühmte Baumwollspinnerei und Tuchmanufaktur. Bis heute ist in Frankreich Toile-de-Jouy (Jouystoff) ein Synonym für hochwertig bedruckten Baumwollstoff.
| Jahr      | 1800  | 1901  | 1946  | 1954  | 1962  | 1968  | 1975  | 1982  | 1990  | 1999  | 2007  | 2015  |
| --------- | ----- | ----- | ----- | ----- | ----- | ----- | ----- | ----- | ----- | ----- | ----- | ----- |
| Einwohner | 1.673 | 1.513 | 2.538 | 3.321 | 4.143 | 5.477 | 7.221 | 7.664 | 7.687 | 7.946 | 8.081 | 8.312 |

## Etymologie
Der Name «Jouy» kommt vom lateinischen gaudium, Freude (französisch joie). «Josas» war der Name eines früheren Archidiakonats des Erzbistums Paris.

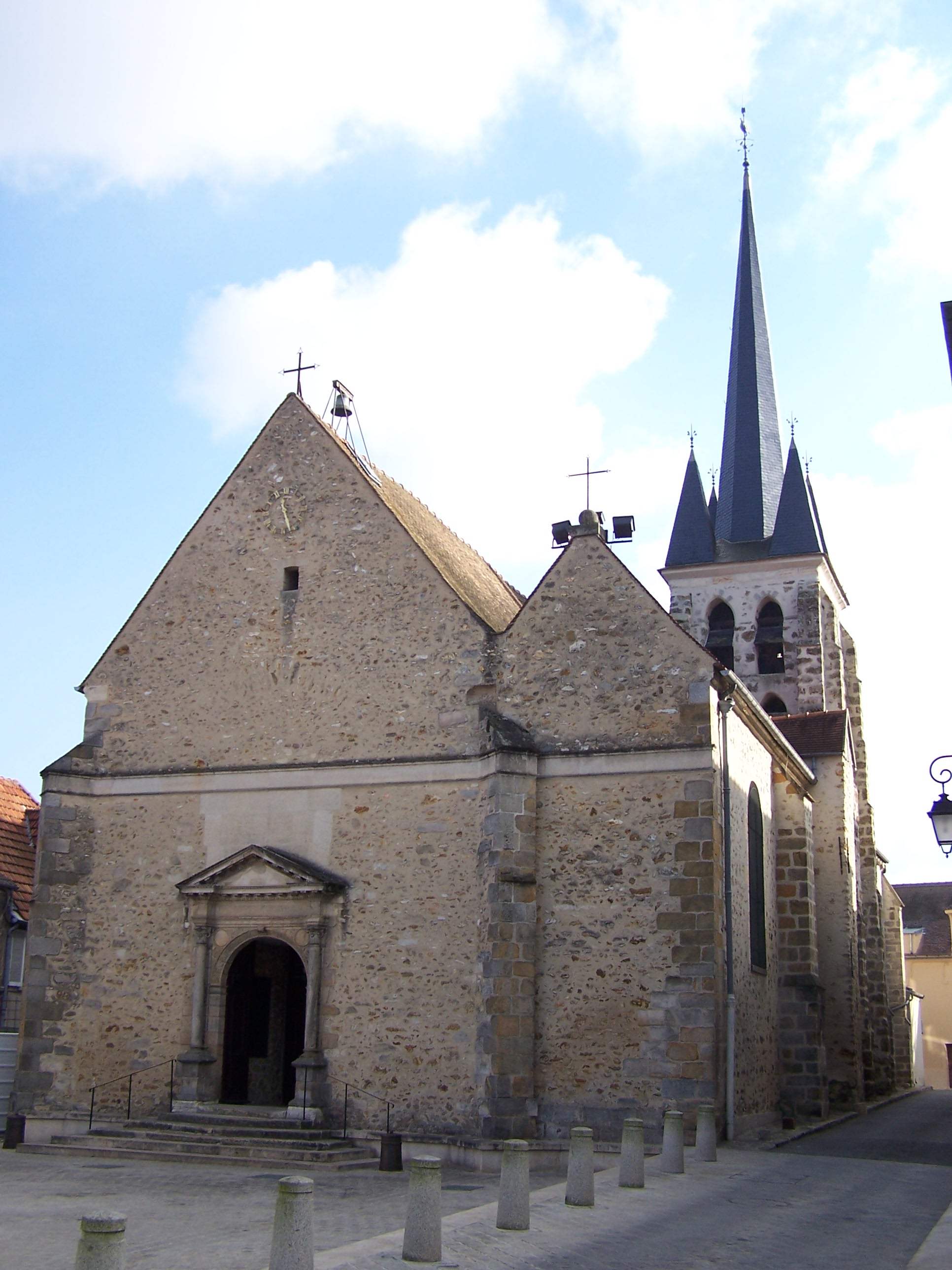
Kirche in Jouy-en-Josas

## Bildung und Forschung
Jouy-en-Josas ist Sitz der École des hautes études commerciales (HEC) einer höheren Handelsschule.
Ebenfalls in der Gemeinde befindet sich einer der größten Standorte des nationalen Forschungsinstitutes für Agronomie INRA, das auf einem mehrere Hektar großen Gelände am Stadtrand liegt.

## Verkehr
Jouy-en-Josas ist durch drei Stationen (Vauboyen, Jouy-en-Josas und Petit-Jouy les Loges) der RER C mit dem Netz des öffentlichen Nahverkehrs im Großraum Paris verbunden.

## Sehenswürdigkeiten
Siehe auch: Liste der Monuments historiques in Jouy-en-Josas
Sehenswert ist die Pfarrkirche Saint-Martin und das Grab von Christophe-Philippe Oberkampf. Auf dem Gemeindefriedhof liegt Léon Blum begraben. Auch der Maler Georges Paul Leroux wurde in Jouy-en-Josas begraben. Das “Musée de la Toile de Jouy” zeigt, seit 1977, verschiedene bedruckte Jouystoffe und die Werkzeuge die zu deren Herstellung nötig waren.

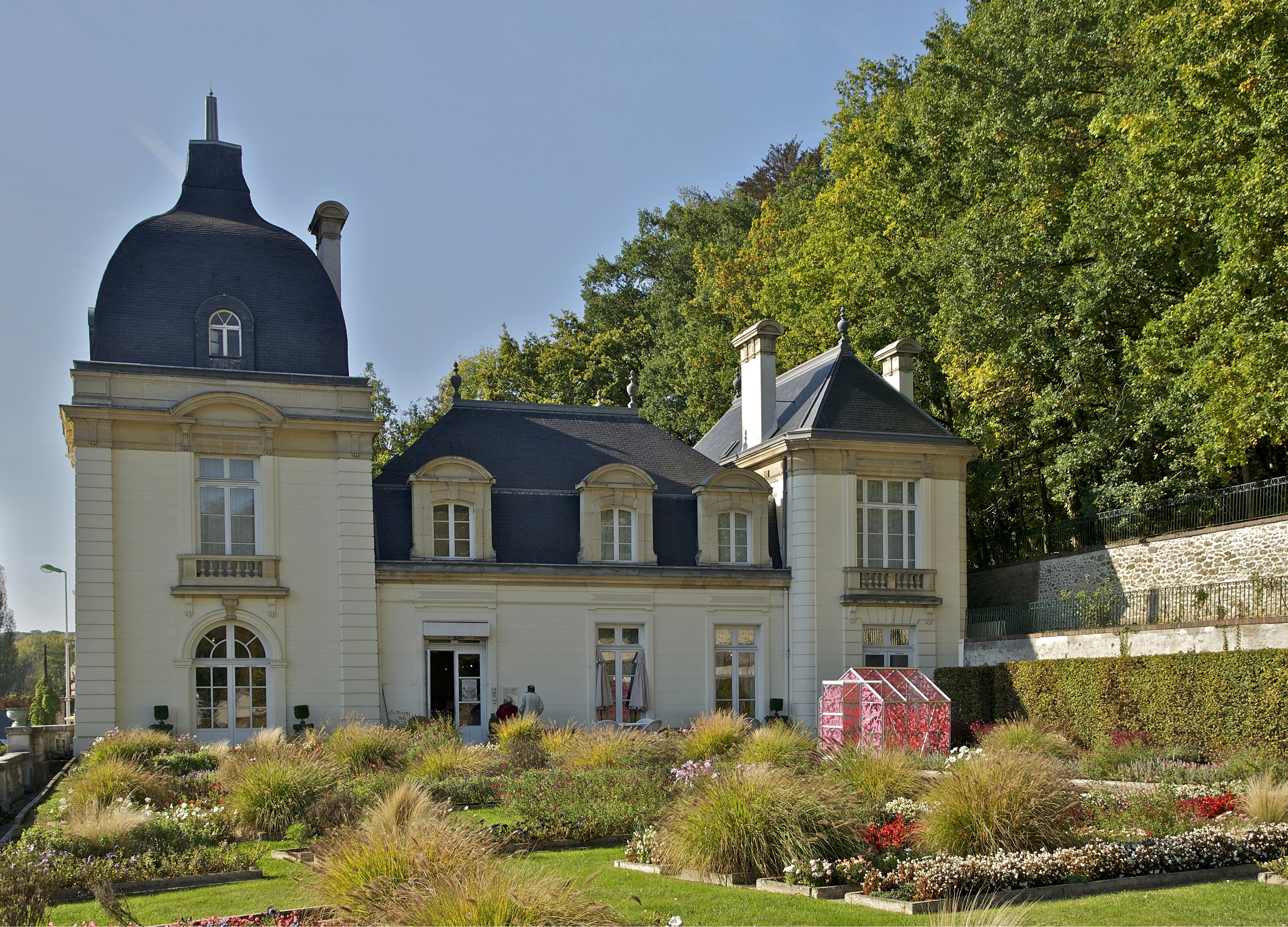
Musée de la Toile de Jouy
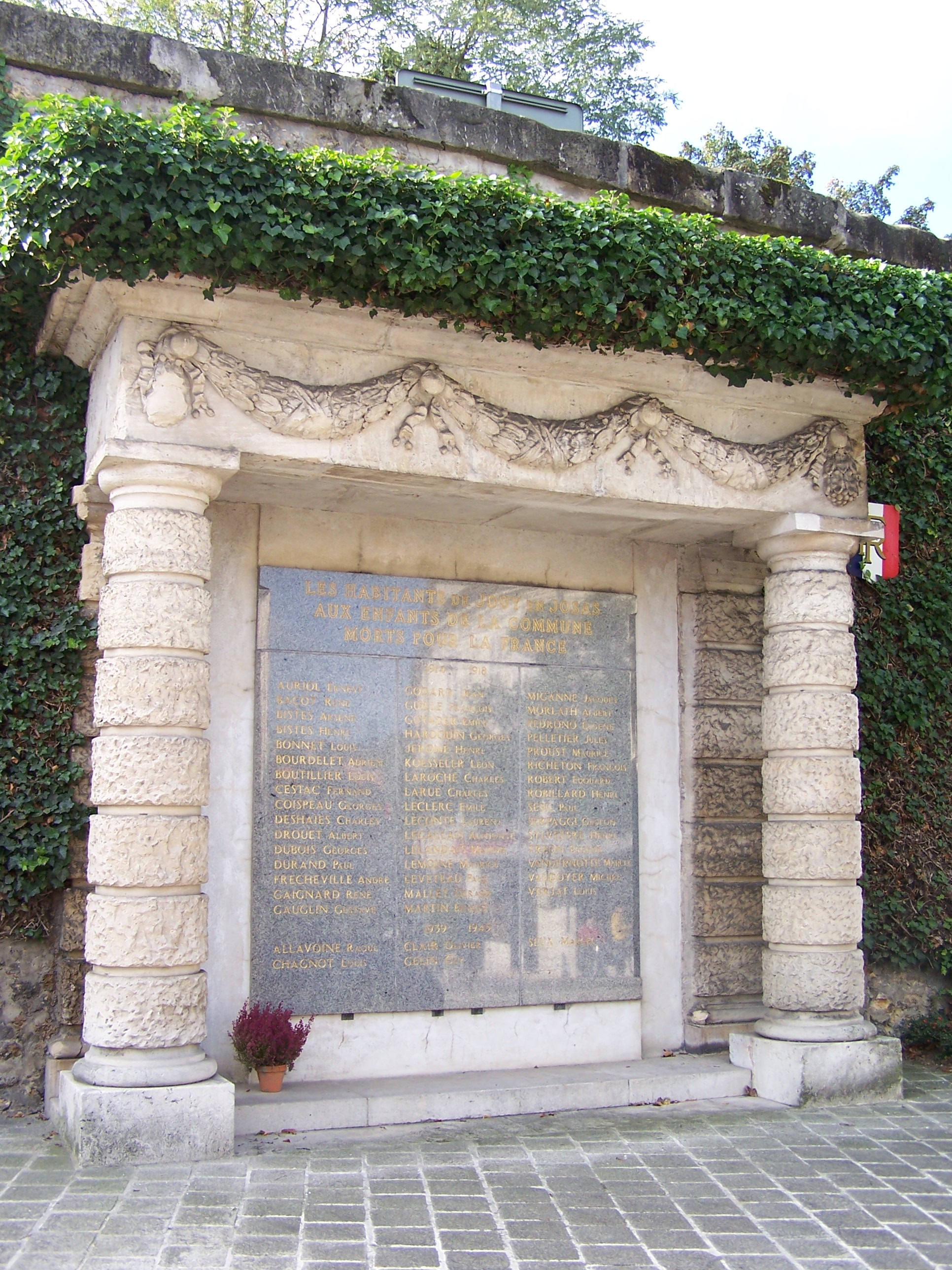
Monument aux morts
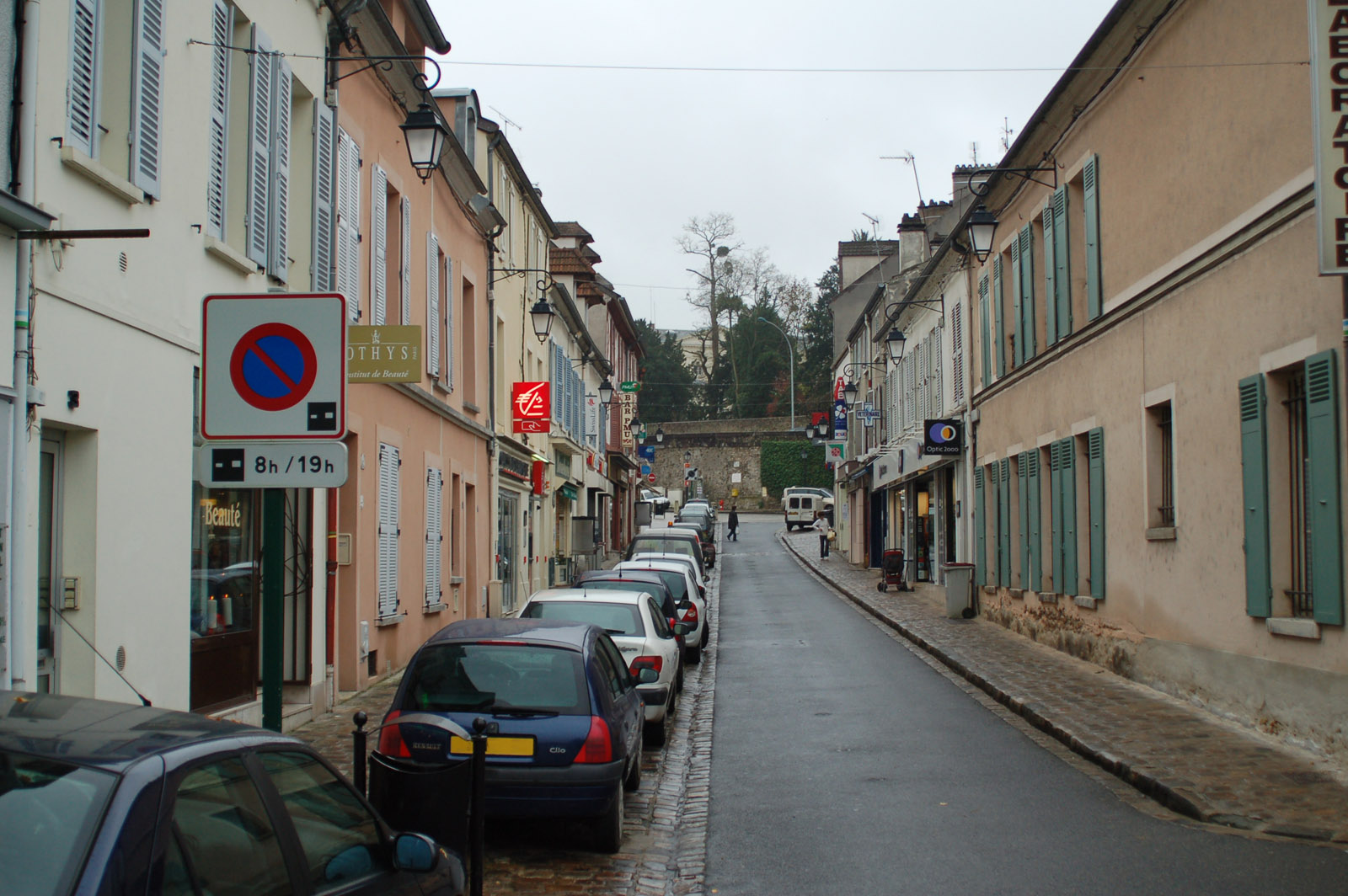
Rue Oberkampf
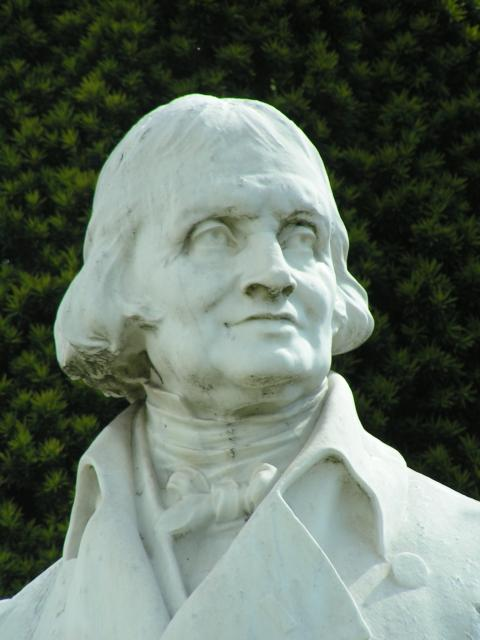
Büste von Christophe-Philippe Oberkampf
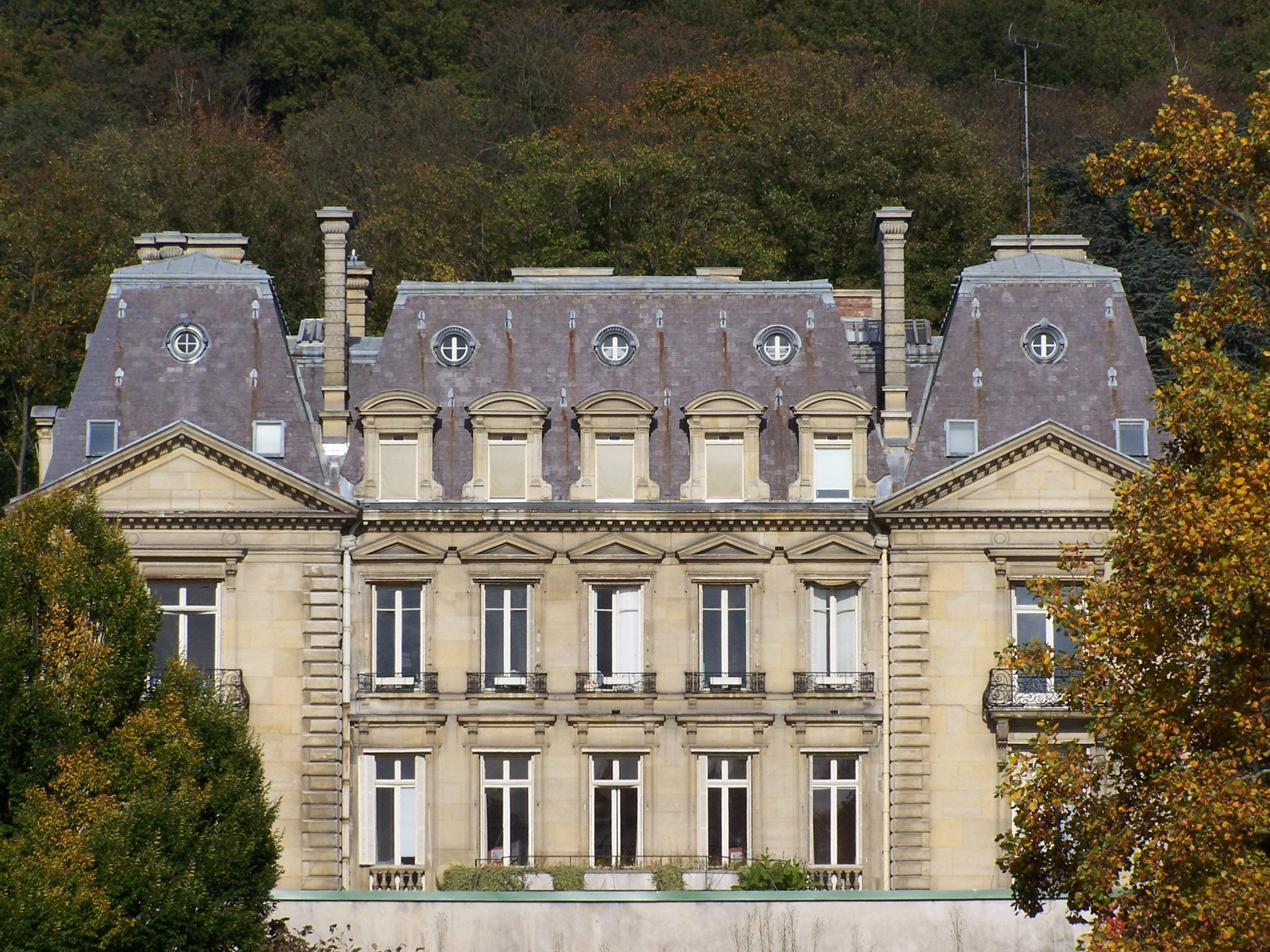
Château de Vilvert

## Persönlichkeiten
- Der französische Schriftsteller Victor Hugo mietete 1834 ein kleines Haus im Ortsteil Le Metz, um dort seine Beziehung zu seiner Muse, der französischen Schauspielerin Juliette Drouet ausleben zu können.
- Der frühere französische Premierminister Léon Blum lebte und starb in der Stadt. Er wurde in Jouy-en-Josas begraben.
- Jeanne Blum, Erzieherin, Schulgründerin und letzte Ehefrau von Léon Blum, lebte und starb ebenfalls in Jouy-en-Josas und wurde dort auch begraben.
- Die Musikmäzenin Winnaretta Singer lud in ihr Landhaus in Jouy-en-Josas[4] diverse bedeutende Kulturschaffende ihrer Zeit ein, unter anderem Marcel Proust, Jean Cocteau, Claude Monet, John Singer Sargent, Djagilew sowie Colette. Manuel de Fallas El retablo de maese Pedro wurde in ihrem Haus uraufgeführt.
- Der Tuchfabrikant Christophe-Philippe Oberkampf war einer der berühmtesten Fabrikanten des Toile-de-Jouy. Oberkampf hatte eine Tuchfabrik in Jouy-en-Josas. Er starb 1815 in Jouy-en-Josas und wurde auch dort begraben.
- Der französische Maler Georges Paul Leroux liegt in Jouy-en-Josas begraben.
- Der französische Arzt und Bakteriologe Albert Calmette lebte in Jouy-en-Josas.
- Die französische Tänzerin Jane Avril lebte im Zentrum der Stadt.
- Der französische Literaturnobelpreisträger Patrick Modiano verbrachte seine Kindheit in Jouy-en-Josas.
- Der französische Essayist und Historiker Daniel Halévy lebte in Jouy-en-Josas und liegt dort auch begraben.
- Der französische Politiker Louis Joxe lebte in der Stadt.
- Der Architekt Lucien Bechmann wohnte in Jouy-en-Josas.
- François Certain de Canrobert, Marschall von Frankreich, errichtete das Château de l'Églantine, das heute das Musée de la toile de Jouy beherbergt.
- Der französische Sänger Christophe schrieb den Text zur berühmten Chanson Aline im Cafe Le Robin des Bois gegenüber dem Bahnhof.
- Die Rockband Velvet Underground vereinigte sich am 15. Juni 1990 bei einer Andy-Warhol-Ausstellung in Jouy-en-Josas spontan, für kurze Zeit, für einen Auftritt wieder.
- Die Schauspielerin Josiane Balasko lebt in Jouy-en-Josas.

## Partnergemeinden
Seit 1971 verbindet Jouy-en-Josas eine Partnerschaft mit Meckesheim in Deutschland sowie mit Bothwell in Schottland. Dazu ist sie noch Partnergemeinde der Stadt Foumban in Kamerun.